# An Lão, Hải Phòng
Xã An Lão là một xã thuộc thành phố Hải Phòng, Việt Nam.

## Địa lý
Xã An Lão có vị trí địa lý:
- Phía bắc giáp xã An Trường, phường An Dương và phường An Hải.
- Phía nam giáp xã An Khánh.
- Phía đông giáp phường Phù Liễn.
- Phía tây giáp xã An Quang.

## Lịch sử
Khu vực thành lập xã An Lão trước đây thuộc huyện An Lão, thành phố Hải Phòng.
Ngày 16 tháng 6 năm 2025, Ủy ban Thường vụ Quốc hội bàn hành Nghị quyết sắp xếp các đơn vị hành chính cấp xã thuộc thành phố Hải Phòng năm 2025. Theo đó, sắp xếp toàn bộ diện tích tự nhiên, quy mô dân số của thị trấn An Lão, các xã An Thắng, Tân Dân, An Tiến, một phần diện tích tự nhiên, quy mô dân số của thị trấn Trường Sơn và xã Thái Sơn thành xã mới có tên gọi là xã An Lão.
Căn cứ theo đề án sắp xếp đơn vị hành chính cấp xã của thành phố Hải Phòng năm 2025, xã An Lão được thành lập từ:
- Toàn bộ diện tích tự nhiên là 1,68 km², quy mô dân số là 5.740 người của thị trấn An Lão;
- Toàn bộ diện tích tự nhiên là 4,05 km², quy mô dân số là 9.286 người của thị trấn Trường Sơn;
- Toàn bộ diện tích tự nhiên là 5,61 km², quy mô dân số là 9.370 người của xã An Thắng;
- Toàn bộ diện tích tự nhiên là 6,02 km², quy mô dân số là 8.985 người của xã Tân Dân;
- Toàn bộ diện tích tự nhiên là 6,65 km², quy mô dân số là 9.808 người của xã An Tiến;
- Một phần diện tích là 2,39 km2, quy mô dân số là 4.000 người của xã Thái Sơn.

Xã An Lão có diện tích tự nhiên là 26,39 km2 (đạt 125,67% so với quy định), quy mô dân số là 47.189 người (đạt 294,93% so với quy định).
Về tên gọi, xã An Lão kế thừa tên gọi của huyện An Lão trước kia do khu vực thành lập xã An Lão bao gồm thị trấn An Lão, là huyện lỵ của huyện An Lão trước kia.